# Teodor de Mopsuèstia
Teodor de Mopsuèstia (grec antic: Θεόδωρος; llatí: Theodorus Mopsuestenus) va ser un eclesiàstic bizantí, bisbe de Mopsuèstia. Va viure als segles IV i V.
Va néixer a Antioquia d'una família rica. Va estudiar retòrica junt a Joan Crisòstom amb el mestre Libani, i després filosofia amb Andragat. Va entrar en un monestir encara molt jove i va mantenir aquesta decisió pel consell de Crisòstom quan va flaquejar en estar a punt de casar-se amb una dama de nom Hermiona.
Va estudiar literatura sagrada amb Flavià I d'Antioquia, Diodor de Tars i Crateri. D'Antioquia va anar a Tars i cap a l'any 394 va succeir a Olimpi en la seu de Mopsuèstia a Cilícia. Va estar present al Concili que es va fer l'any 394 a Constantinoble i després en altres.
Va morir el 429 després de ser bisbe 36 anys. El va succeir Meleci.
Es va destacar com opositor als arrians, apol·linaristes i altres heretges. Les seves posicions van donar lloc a controvèrsies i durant la seva vida va ser acusat d'afavorir l'heretgia de Pelagi i es va haver de retractar d'algunes de les seves expressions. En tot cas es va mantenir dins de l'església ortodoxa tota la seva vida. Però després de mort els nestorians van apel·lar als seus escrits per confirmar les seves tesis i al V concili de l'any 553 es van condemnar els escrits i al mateix Teodor. Va tenir però alguns defensors com Facund; els que més el van atacar van ser Lleonci d'Antioquia, Ciril I d'Alexandria, Rabules d'Edessa i altres; els seus llibres van tenir gran prestigi a les esglésies sirianes i moltes obre es van traduir al siríac, a l'àrab i al persa. La seva memòria és reverenciada entre els nestorians.
Nestori, Joan I d'Antioquia, Andreu de Samòsata, Maris el Persa, Teodoret, Rufí el Sirià i Barsumes el Persa són esmentats com a deixebles seus. El seu germà Policroni va ser bisbe d'Apamea.
Teodor va participar en la controvèrsia agustiniana i va escriure un llibre especialment dirigit contra Jeroni d'Estridó i encara que s'aproximava a les opinions de Pelagi, presentava algunes diferències especialment en la necessitat i efectes de l'obra de Crist.
Va escriure nombroses obres:
- Περὶ ἐνανθρωπήσεως τοῦ μονογενοῦς, contra arrians, eunomians i apol·linaristes
- Mysticus, una obra de la que Facund en cita el tretzè llibre.
- Ὑπὲρ Βασιλείου κατὰ Εὐνομίου, en vint-i-cinc o vint-i-vuit llibres, citat per Foci.
- De adsumente et adsumto, del que se'n conserven alguns fragments.
- Περὶ τῆς ἐν Περσίδι μαγικῆς, en tres llibres.
- Πρὸς τοὺς λέγοντας φύσει καὶ οὐ γνώμῃ πταίειν τοὺς ἀνθρώπους, una obra en cinc llibres on atacava especialment Jeroni d'Estridó i parcialment a Agustí.
- Comentaris sobre les Escriptures entre els quals es conserva un fragment de ἑρμηνεία τῆς κτίσεως. En les seves exposicions pretenia educar el sentit literal dels passatges, evitant les interpretacions al·legòriques d'Orígenes i els seus seguidors. Sembla que va escriure sobre gairebé tots els llibres de la Bíblia.
- Una obra sobre el credo de Nicea
- Un tractat dirigit als candidats al baptisme
- Una confessió de fe que es conserva a les Actes del Concili d'Efes, que alguns autors atribueixen a Nestori.
- Una obra contra la interpretació al·legòrica de les Escriptures.
- Una litúrgia que van adoptar els nestorians.
- Altres tractats.[1]